# Eskimo (film fra 1930)
|  | For andre betydninger, se Eskimo (flertydig) |
Eskimo er en norsk-dansk romantisk eventyr- og drama film fra 1930. Skuespillere er blandt andet Mona Martenson, Paul Richter og Henki Kolstad. Filmen var Henki Kolstad filmdebut i en alder af 14 år.

## Rolleliste
- Mona Mårtenson som Eukaluk
- Paul Richter som Jack Norton
- Ada Kramm som Annie
- Knut Langgaard som Kaptajnen
- Finn Bernhoft som Styrmanden
- Henki Kolstad som Jimmy, Skibsdrengen
- Tryggve Larssen som Sulurak, far til Eukaluk
- Haakon Hjelde som Majrak, en storfanger
- Adam Poulsen som Leser prologen (voice)
- Josef Dischner
- Aud Egede-Nissen som Luder
- Rudolf Klein-Rogge som Mariak
- Paul Rehkopf
- Ada Schramm

## Trivia
Eskimo er den første tonefilm produceret i Danmark, idet Nordisk Tonefilm stillede atelier, apparatur og personale til rådighed. Filmen har dog status som en norsk film